# Mihály Csíkszentmihályi
Dans le nom hongrois Csíkszentmihályi Mihály, le nom de famille précède le prénom, mais cet article utilise l’ordre habituel en français Mihály Csíkszentmihályi, où le prénom précède le nom.
Mihály Csíkszentmihályi (né le 29 septembre 1934 à Fiume, Italie, maintenant Rijeka en Croatie et mort le 20 octobre 2021 à Claremont, dans la banlieue de Los Angeles en Californie) est un psychologue hongrois et américain. Il est connu pour avoir élaboré le concept du flow, à partir de 1975.

## Biographie
Il a émigré aux États-Unis à l'âge de 22 ans, travaillant la nuit pour subvenir à ses besoins tout en étudiant à l'université de Chicago. Il a obtenu une licence d'art en 1959 et un doctorat en 1965, à l'université de Chicago. Il a enseigné à l'université de Claremont (Californie), et il a été directeur du département de psychologie de l'université de Chicago et du département de sociologie et d'anthropologie du Lake Forrest College. Il est connu comme l'architecte de la notion de flow. Il est l'auteur de nombreux livres et de plus de 120 articles ou chapitres de livres.
Il est aussi membre d'honneur du Club de Budapest et a été élu Thinker of the Year Award (penseur de l'année) en 2000.
Son nom de famille dérive du village de Csíkszentmihály en Transylvanie. Il était le troisième fils d'un diplomate du consulat de Hongrie à Fiume. Ses deux demi-frères aînés sont morts alors que Csikszentmihalyi était encore jeune.L'un était un étudiant en ingénierie qui a été tué lors du siège de Budapest, et l'autre a été envoyé dans des camps de travail en Sibérie par les Soviétiques.
Son père a été nommé ambassadeur de Hongrie en Italie peu après la Seconde Guerre mondiale, emménageant avec sa famille à Rome. Lorsque les communistes ont pris le contrôle de la Hongrie en 1949, le père de Csikszentmihalyi a démissionné plutôt que de choisir de travailler pour le régime. Le régime communiste a répondu en expulsant son père et en dépouillant sa famille de leur citoyenneté hongroise. Pour gagner sa vie, son père a ouvert un restaurant à Rome et Csikszentmihalyi a abandonné l'école pour contribuer aux revenus de la famille. À cette époque, le jeune Csikszentmihalyi, alors en voyage en Suisse, a vu Carl Jung donner une conférence sur la psychologie des observations d’Ovni.

## Travail
Csikszentmihalyi s'est fait connaître pour sa contribution dans la recherche sur le bonheur et la créativité, mais surtout en tant qu'architecte de la notion de flow ainsi que pour ses années de recherches et d’écritures sur le sujet. Il est considéré comme pionnier dans la recherche sur la psychologie positive.

### Psychologie

#### Bonheur
Dans son livre Flow and the Foundations of Positive Psychology, Csikszentmihalyi dit qu'il existe deux manières principales de concevoir le bonheur, on peut le concevoir en tant que trait personnel, ou en tant qu'une disposition relativement permanente à éprouver du bien-être indépendamment des conditions extérieures. La seconde est de le considérer comme un état, ou une expérience subjective transitoire dépendante d'évènements ponctuels ou aux conditions de l'environnement. Lorsqu'on souhaite fortement faire autre chose et qu'on se sent détaché de la situation actuelle, notre humeur en est forcément affectée négativement.

#### Créativité
Dans son livre Creativity: Flow and the psychologie of discovery and invention publié en 2009, Csikszentmihalyi dit que la créativité ne peut être comprise seulement en regardant les personnes qui ont l’air créatives, mais qu’il faut au lieu de cela une audience compétente pour capter et intégrer véritablement leurs idées. Selon lui, sans la validation de personnes externes qualifiées dans le domaine concerné, il est impossible de décider si quelqu’un de prétendument créatif l’est vraiment.

#### Motivation
Dans Creativity: Flow and the psychology of discovery and invention, Csikszentmihalyi dit pour la Motivation : Lorsque les objectifs sont clairs, lorsque des défis supérieurs à la moyenne sont associés aux compétences et lorsqu'une indication précise est fournie, une personne devient tellement impliquée dans une activité que rien qui se passe ailleurs semble important; l’expérience elle-même est si agréable que les gens s’y impliqueront peu importe le coût, pour le simple plaisir de la faire.

## Flow
Le flow est d'abord théorisé une première fois dans son livre : Beyond Boredom and Anxiety. Il y fait la comparaison avec l'escalade, en montrant que ces activités peuvent servir de modèle pour transformer la société et fournir des expériences qui motivent des personnes à implémenter du changement.
Dans son livre Flow : The Psychology of Optimal Experience, fait part de la théorie suivante : Les personnes seraient plus heureuses quand elles sont dans un état de flow. Le flow est un état de concentration ou d'absorption totale dans une activité ou une action.
Csikszentmihályi découpe le flow en neuf parties : L'équilibre entre la difficulté et les capacités, la fusion entre l'action et l'attention, la clarté des objectifs, un retour immédiat et sans ambiguïté, une concentration sur la tâche à accomplir, le paradoxe du contrôle, la transformation du temps, la perte de la conscience de soi-même et une expérience autotélique. Pour atteindre un état de flow, un équilibre doit être établi entre la difficulté de la tâche et les capacités de l’exécutant.
En 2008, le chercheur Benjamin Ultan Cowley et trois autres chercheurs publient un article nommé Toward an understanding of flow in videogames. Dans cet article, ils analysent le Flow dans le jeu vidéo, selon divers paramètres. Il est par exemple expliqué que le flow est un équilibre entre le système d'un jeu et ce que le joueur fait de ce système.

### Jeux-vidéo
Comprendre le processus à travers lequel un jeu peut créer une expérience amusante, enrichissante et agréable a été au centre de la recherche dans les game studies.
Les jeux vidéo offrent aux joueurs des expériences très positives et il a été avancé que l'expérience du flow seule pourrait être responsable des émotions positives ressenties pendant le jeu.Pour Jenova Chen un jeu vidéo bien conçu fait atteindre aux joueurs l’état de flow, procurant ainsi de véritables sensations de plaisir et de bonheur.
On notera aussi les similarités entre Flow et immersion. En effet d'après cette étude il n'y a pas assez de preuves permettant de justifier une séparation nette entre Flow et immersion.
La théorie du Flow peut être utilisée dans la conception de jeux afin de paramétrer le niveau de challenge d'un niveau afin de créer de la frustration du flow ou de l'ennui chez le joueur.

## Publications
Trois de ses nombreux livres ont été traduits en français : 
- La Créativité : psychologie de la découverte et de l'invention  ; tr. Claude-Christine Farny. Paris : Robert Laffont, 2006. (Réponses).  (ISBN 2-221-10301-7).
- Mieux vivre : en maîtrisant votre énergie psychique  ; tr. Claude-Christine Farny. Paris : Robert Laffont, 2005. (Réponses).  (ISBN 2-221-10270-3).
- Vivre : la psychologie du bonheur ; tr. Léandre Bouffard. Paris : R. Laffont, 2004.  (ISBN 2-221-10038-7).